# 彼得罗·萨尔达丘克
彼得罗·丹尼洛维奇·萨尔达丘克（烏克蘭語：Петро Данилович Сардачук，羅馬化：Petro Danylovych Sardachuk；1938年7月11日—2022年1月21日），苏联及乌克兰政治人物，曾任乌克兰外交部副部长。

## 生平
1938年生于乌克兰苏维埃社会主义共和国和波兰第二共和国交界的茲沃濟。1960年毕业于利沃夫国立大学历史系，曾任中学教师。1962年至1984年在基辅、利沃夫和伊万诺-弗兰科夫斯克的共青团和党的机关工作。1970年获得历史学副博士学位。1984年进入苏联外交部工作。1986年毕业于苏联外交部外交学院。
- 1975年12月27日-1984年，乌克兰共产党伊万诺-弗兰科夫斯克州委员会书记。
- 1984年-1985年，苏联外交部欧洲社会主义国家司顾问。
- 1986年-1991年，苏联驻波兰克拉科夫总领事。
- 1991年，苏联外交部第三欧洲司司长。
- 1991年-1993年，乌克兰外交部领事司司长。
- 1993年9月-1994年12月，驻斯洛伐克大使。
- 1994年12月-1998年12月，驻波兰大使。
- 1999年2月-2001年10月，乌克兰外交部副部长。
- 2001年10月-2003年7月，驻芬兰大使（2002年4月-2003年7月兼驻冰岛）。
- 2003年，乌克兰外交部顾问。
- 2007年-2011年，伊万诺-弗兰科夫斯克喀尔巴阡国立大学国际关系教研室主任。

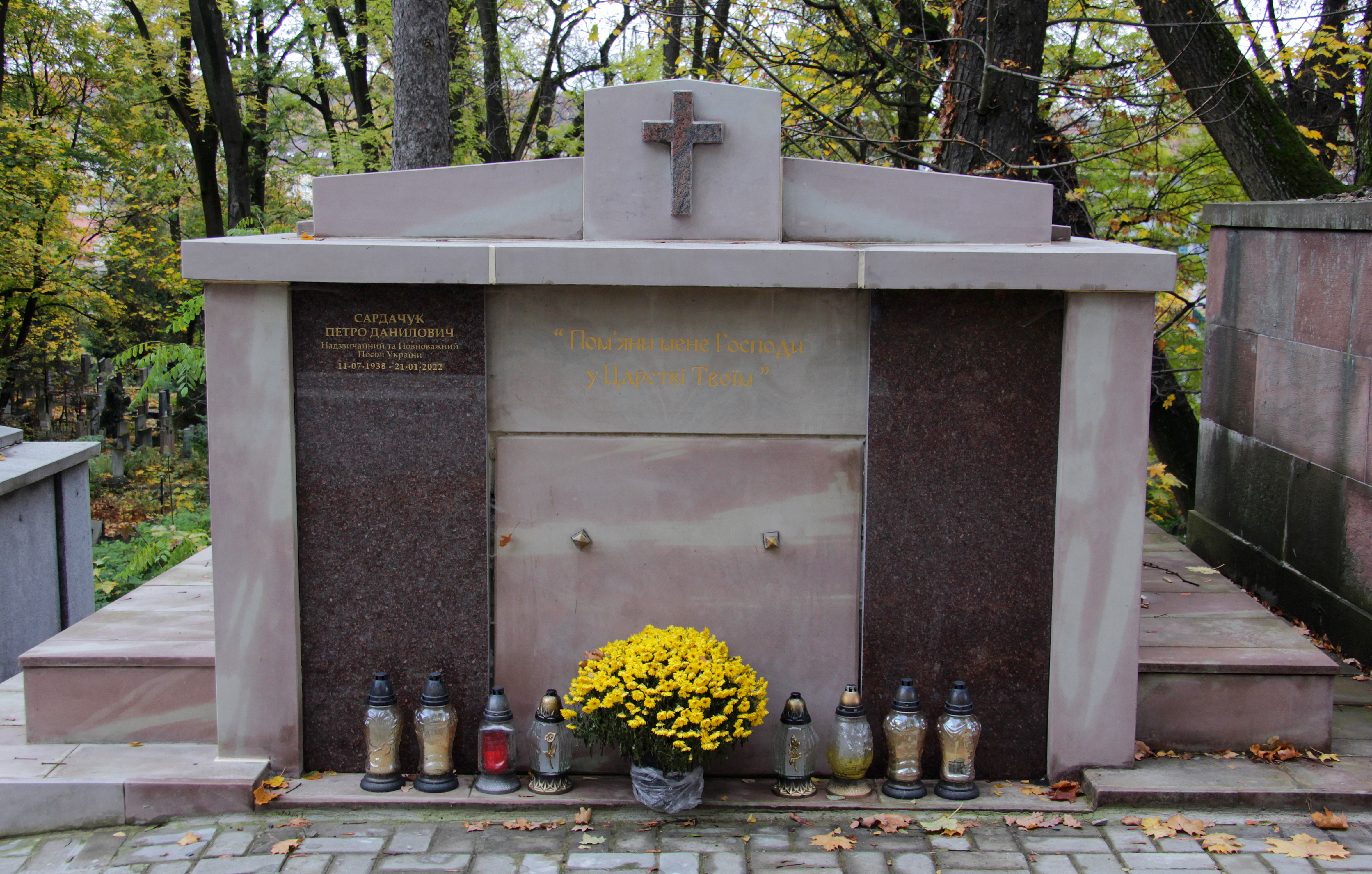
彼得罗·萨尔达丘克之墓

- 2022年1月21日，逝世[1][2]。